# Пенинский-Оболенский, Юрий Андреевич Меньшой
Юрий Андреевич Пенинский-Оболенский Меньшой — князь, дворецкий и боярин князя Владимира Андреевича Старицкого, воевода Ивана IV Васильевича Грозного.
Сын князя, родоначальника князей Пенинские-Оболенские — Андрея Михайловича Оболенского.

## Биография
Во время бегства князя Андрея Ивановича, потихоньку от бояр великого князя Ивана Грозного, ушёл за своим князем, настиг его на реке Березене (1537). Был схвачен вместе с братьями Иваном Андреевичем и Юрием Андреевичем Большим, окован, подвергался пыткам, казнён торговой казнью и посажен в тюрьму в Наугольную башню.
При нашествии хана Сафа-Гирея к Пронску преследует его войска по пятам (1541). Воевода правой руки во Владимире (декабрь 1541). На свадьбе князя Владимира Андреевича с Евдокией Александровной Нагой, «был у постели» (31 мая 1550). Один из воевод годовавших в Свияжске, идёт в поход на Казань воеводой в Большом полку (1552). Воевода в Серпухове с детьми боярскими (октябрь 1553).
Вместе с братьями, дали вклад в Троице-Сергиев монастырь, село Борноволоково Переславского уезда, с условием, что желающие из них, принять монашество — постричься, а по смерти всех похоронить в обители Святого Сергия (1526).
Бездетен. Постригся с именем Авраам. Жена: княжна Ульяна Андреевна Хованская, дочь боярина, князя Андрея Фёдоровича Хованского.